# Stethorhanis borealis
Stethorhanis borealis is een keversoort uit de familie zwamkevers (Endomychidae). De wetenschappelijke naam van de soort werd in 1934 gepubliceerd door Blaisdell.